# Balmullo
Balmullo (gaelico scozzese Baile Mhullaich) è un villaggio del Fife, Scozia, situato a circa 10 km da Saint Andrews e vicino Guardbridge, Dairsie e Leuchars. La base della Royal Air Force di Leuchars si trova nelle vicinanze.
Balmullo è un villaggio dormitorio i cui abitanti svolgono la propria attività lavorativa nei paesi circostanti.
Nella parte occidentale del villaggio si trova una cava da cui si estrae della felsite rosa-arancio oltre a azzurrite, barite, malachite, metatorbernite, e pseudomalachite.